# アガレス

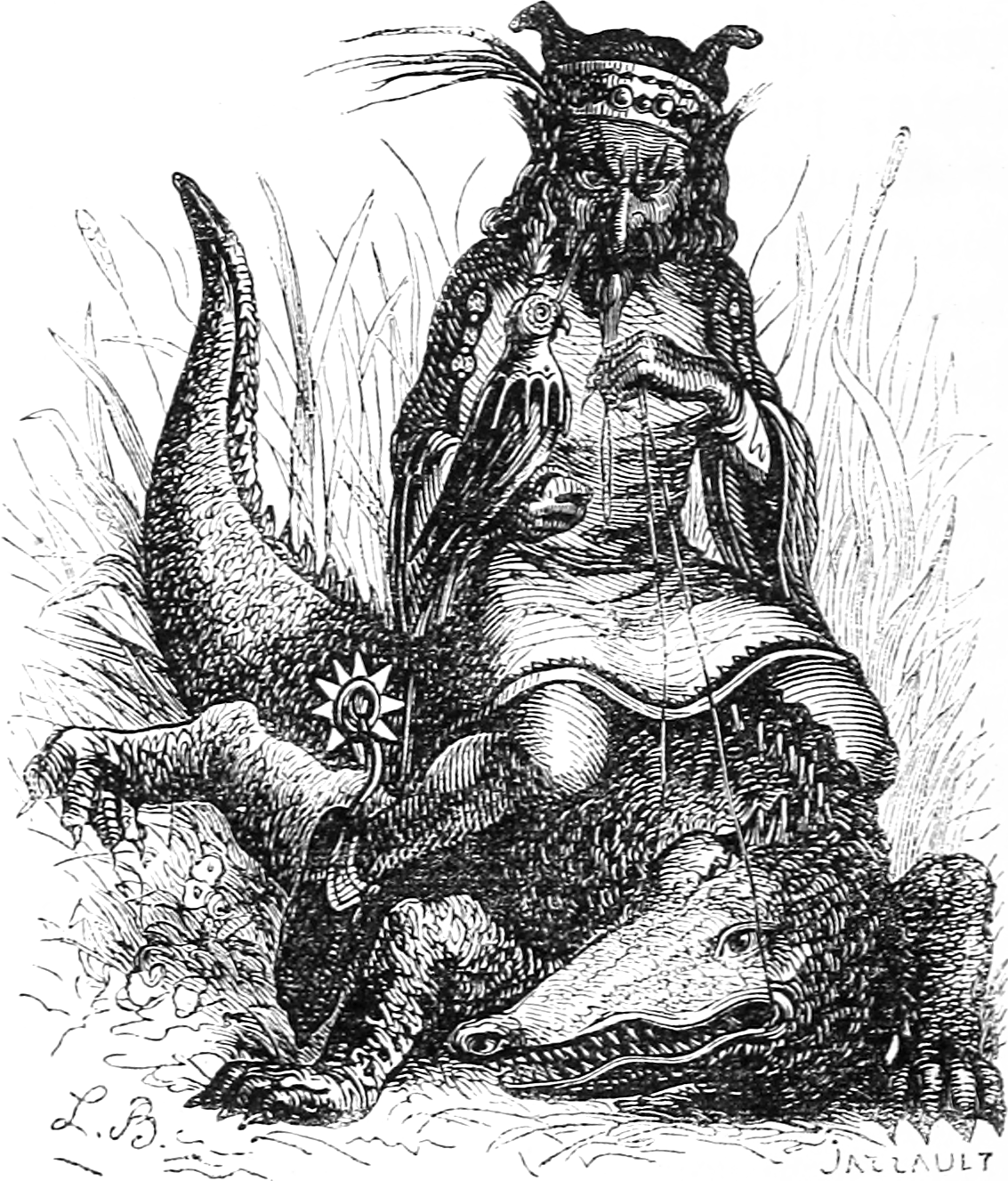
コラン・ド・プランシー著『地獄の辞典』第6版（1863年）の挿絵におけるアガレス(Aguarès)の姿

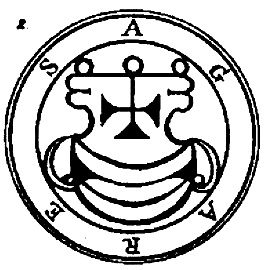
『ゴエティア』に記載されたアガレスのシジル

アガレス（Agares）は、悪魔学における悪魔の1人。

## 概要
アグレアス（Agreas）とも呼ばれる。
クロコダイルに乗り、手にオオタカをとまらせた老人の姿で現れるとされる。かつては力天使の階級に属していたとされる。
男にも女にもなれると言われる。
逃亡者を戻ってこさせる能力や、地震を起こす能力をもつとされる。また、あらゆる言語を教えることができる。現世的なものおよび超自然的なもの両方の尊厳を破壊する力も持つ。
『ゴエティア』によると、31の軍団を指揮する序列2番の大公爵。『悪魔の偽王国』でも2番目に紹介されている。地獄の東方の勢力に属するという。
『大奥義書』によれば、ルキフゲ・ロフォカレの支配下にあるという。